# Catarata de Tsyapo
La catarata de Tsyapo es un salto de agua ubicado en la provincia de Satipo, en el departamento de Junín, al centro del Perú.

## Descripción
La catarata tiene una altura de 67 metros de alto (otras fuente dicen de 61) y 72 metros de ancho, esta dentro del distrito de Río Tambo, en la provincia de Satipo, departamento de Junín. Además de compartir espacio con las cataratas las Tres Hermanas, esta incrustada entre los límites de la Reserva Comunal Asháninka y el Parque nacional Otishi.
Específicamente se encuentra en las afueras de la comunidad ashaninka Cutivireni, a orillas del río homónimo, este sitio es limítrofe con el VRAEM, por lo que las intenciones de turismo comunitario suele ser poco.

## Uso
Tsyapo es limítrofe con la zona conflictiva del VRAEM, en donde habitan los remanentes del grupo terrorista Sendero Luminoso, por lo que los intentos de turismo para beneficios de las comunidades ashánincas es limitado, aunque desde 2017 se viene registrando intentos de incentivar el turismo nacional en Tsyapo por parte de la administración pública.
El municipio del distrito de Río Tambo informó que se planea construir una autopista que una las cataratas con Satipo, Pichari y Kimbiri.